# Хуарес (муниципалитет Коауилы)
Хуа́рес (исп. Juárez) — муниципалитет в Мексике, штат Коауила, с административным центром в одноимённом городе. Численность населения, по данным переписи 2020 года, составила 1584 человека.

## Общие сведения
Название Juárez дано в честь национального героя, президента Бенито Хуареса.
Площадь муниципалитета равна 2458 км², что составляет 1,65 % от площади штата, а наивысшая точка — 328 метров, расположена в поселении Агуа-Дульсе.
Он граничит с другими муниципалитетами штата Коауилы: на севере с Вилья-Унионом и Герреро, на северо-востоке с Идальго, на юге с Прогресо, на западе с Сабинасом, а на востоке граничит с другим штатом Мексики — Нуэво-Леоном.

## Учреждение и состав
Муниципалитет был образован в 1866 году, в его состав входит 34 населённых пункта, самые крупные из которых:
| Код INEGI                  | Населённый пункт                                                                 | Численность населения (2005 год) | Численность населения (2010 год) | Численность населения (2020 год) |
| -------------------------- | -------------------------------------------------------------------------------- | -------------------------------- | -------------------------------- | -------------------------------- |
| 015                        | Всего                                                                            | 1393                             | 1599                             | 1584                             |
| 0001                       | Хуарес (исп. Juárez) 27°36′23″ с. ш. 100°43′38″ з. д. (административный центр)   | 760                              | 890                              | 929                              |
| 0003                       | Дон-Мартин (исп. Don Martín) 27°31′29″ с. ш. 100°37′08″ з. д.                    | 235                              | 310                              | 331                              |
| 0112                       | Эль-Куарента-и-Синко (исп. El Cuarenta y Cinco) 27°26′35″ с. ш. 100°26′02″ з. д. | 2                                | 53                               | 75                               |
| 0006                       | Сессион-22-0 (исп. Sección 22-0) 27°26′33″ с. ш. 100°28′29″ з. д.                | 70                               | 86                               | 63                               |
| 0002                       | Эль-Аламо (исп. El Álamo) 27°27′48″ с. ш. 100°47′31″ з. д.                       | 73                               | 92                               | 55                               |
| —                          | Прочие                                                                           | 253                              | 168                              | 131                              |
| Названия на карте Генштаба |                                                                                  |                                  |                                  |                                  |

## Экономическая деятельность
По статистическим данным 2000 года, работоспособное население занято по секторам экономики в следующих пропорциях:
- сельское хозяйство, скотоводство и рыбная ловля — 56,6 %;
- промышленность и строительство — 13,4 %;
- торговля, сферы услуг и туризма — 27,6 %;
- безработные — 2,4 %.

## Инфраструктура
По статистическим данным 2010 года, инфраструктура развита следующим образом:
- электрификация: 97,3 %;
- водоснабжение: 95,7 %;
- водоотведение: 91,5 %.